# Bunkeflostrand

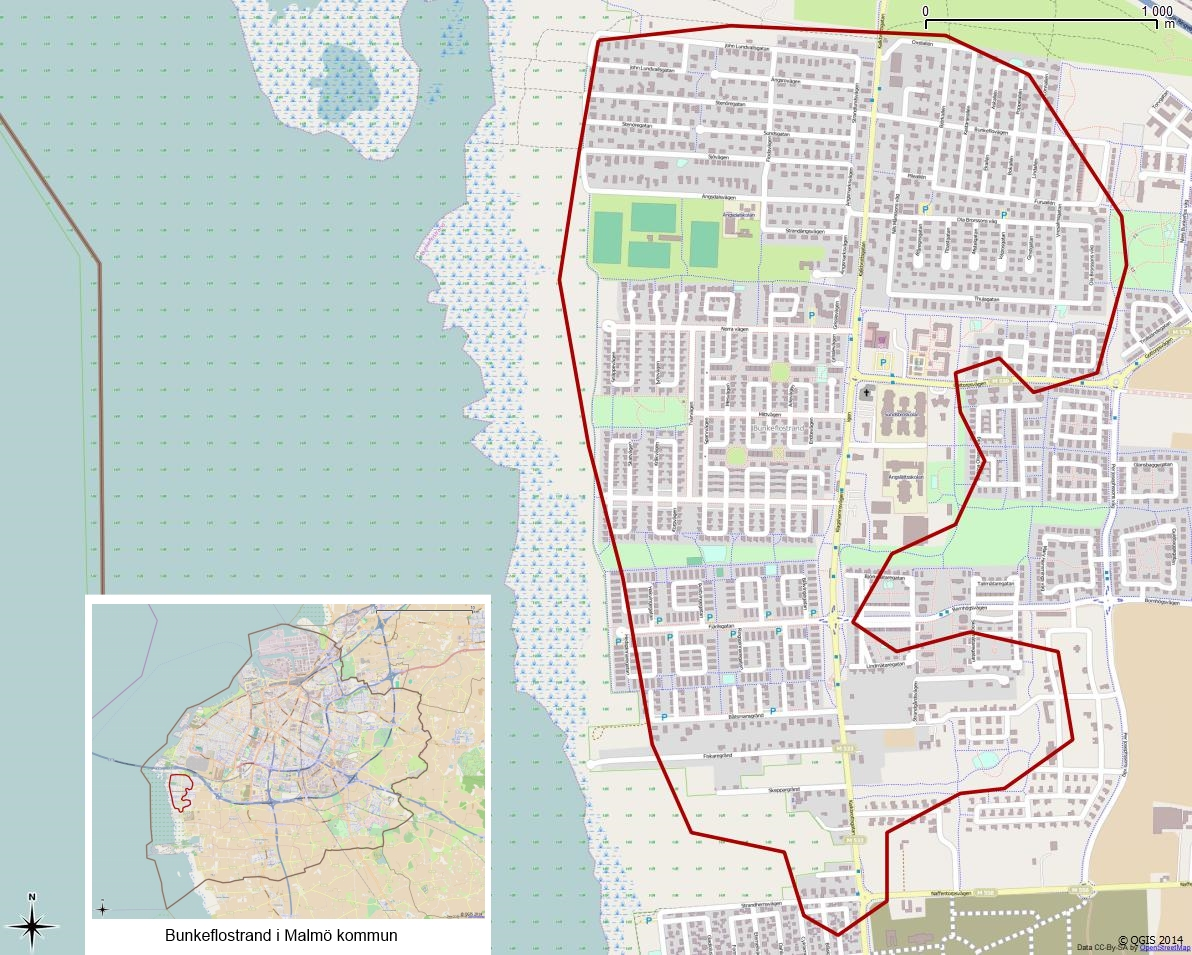
Tätorten Bunkeflostrands avgränsning 1990, på en nutida karta

Bunkeflostrand är en tätort och ett delområde i Malmö kommun i Skåne län. Namnet kommer från att området utgör tidigare Bunkeflo, Vintrie och Naffentorps strandmarker. Bunkeflostrand ingår i distriktet Bunkeflo, som ligger söder om Öresundsbron vid Öresund och tillhör stadsdelen Limhamn-Bunkeflo i Malmö kommun. Malmö stadsbussar 4 och 6 trafikerar Bunkeflostrand och från den 15 juni 2025 även buss 12 och 16.

## Befolkningsutveckling i delområdet
| Befolkningsutvecklingen i Bunkeflostrand delområde | Befolkningsutvecklingen i Bunkeflostrand delområde | Befolkningsutvecklingen i Bunkeflostrand delområde | Befolkningsutvecklingen i Bunkeflostrand delområde | Befolkningsutvecklingen i Bunkeflostrand delområde |
| --- | -------------------------------------------------- | -------------------------------------------------- | -------------------------------------------------- | -------------------------------------------------- |
| |                                                    |                                                    |                                                    |                                                    |
| År |                                                    |                                                    | Folkmängd                                          |                                                    |
| 1996 | 1996                                               |                                                    | 4 583                                              | 4 583                                              |
| 2000 | 2000                                               |                                                    | 4 737                                              | 4 737                                              |
| 2004 | 2004                                               |                                                    | 5 120                                              | 5 120                                              |
| 2008 | 2008                                               |                                                    | 8 402                                              | 8 402                                              |
| 2012 | 2012                                               |                                                    | 9 761                                              | 9 761                                              |
| Källa: Malmö stad - Områdesfakta 1996, Bunkeflostrand Malmö stad - Områdesfakta 2000, Bunkeflostrand Malmö stad - Områdesfakta 2004, Bunkeflostrand Malmö stad - Områdesfakta 2008, Bunkeflostrand Malmö stadskontor: Befolkning i stadsdelar och delområden - Delområdet skapades, precis som alla delområden i Malmö, vid grundandet av stadsdelarna 1996. |                                                    |                                                    |                                                    |                                                    |

## Befolkningsutveckling
| Befolkningsutvecklingen i Bunkeflostrand 1960–2020 | Befolkningsutvecklingen i Bunkeflostrand 1960–2020 | Befolkningsutvecklingen i Bunkeflostrand 1960–2020 | Befolkningsutvecklingen i Bunkeflostrand 1960–2020 | Befolkningsutvecklingen i Bunkeflostrand 1960–2020 |
| --- | -------------------------------------------------- | -------------------------------------------------- | -------------------------------------------------- | -------------------------------------------------- |
| |                                                    |                                                    |                                                    |                                                    |
| År |                                                    |                                                    | Folkmängd                                          | Areal (ha)                                         |
| 1960 | 1960                                               |                                                    | 540                                                |                                                    |
| 1965 | 1965                                               |                                                    | 1 050                                              |                                                    |
| 1970 | 1970                                               |                                                    | 2 891                                              |                                                    |
| 1975 | 1975                                               |                                                    | 3 384                                              |                                                    |
| 1980 | 1980                                               |                                                    | 3 929                                              |                                                    |
| 1990 | 1990                                               |                                                    | 3 752                                              | 166                                                |
| 1995 | 1995                                               |                                                    | 4 841                                              | 246                                                |
| 2000 | 2000                                               |                                                    | 5 114                                              | 249                                                |
| 2005 | 2005                                               |                                                    | 6 874                                              | 281                                                |
| 2010 | 2010                                               |                                                    | 10 386                                             | 363                                                |
| 2015 | 2015                                               |                                                    | 13 048                                             | 476                                                |
| 2020 | 2020                                               |                                                    | 15 212                                             | 502                                                |
| Anm.: Namnändring 1980 från Bunkeflo Strand till Bunkeflostrand. Sammanvuxen med Norra Klagshamn 1995. Sammanvuxen med Södra Klagshamn och Slättäng 2015. |                                                    |                                                    |                                                    |                                                    |

## Samhället
Området närmast strandängarna söder om Lernacken består av villor från 1960-talet till 1990-talet. Närmare Yttre ringvägen ligger Annestad, med 1 200 lägenheter i flerfamiljshus på 2-4 våningar.  Flera hus planeras söder om Gottorpsvägen. Den södra delen av Bunkeflostrand är fortfarande landsbygd men börjar så smått att bebyggas. 

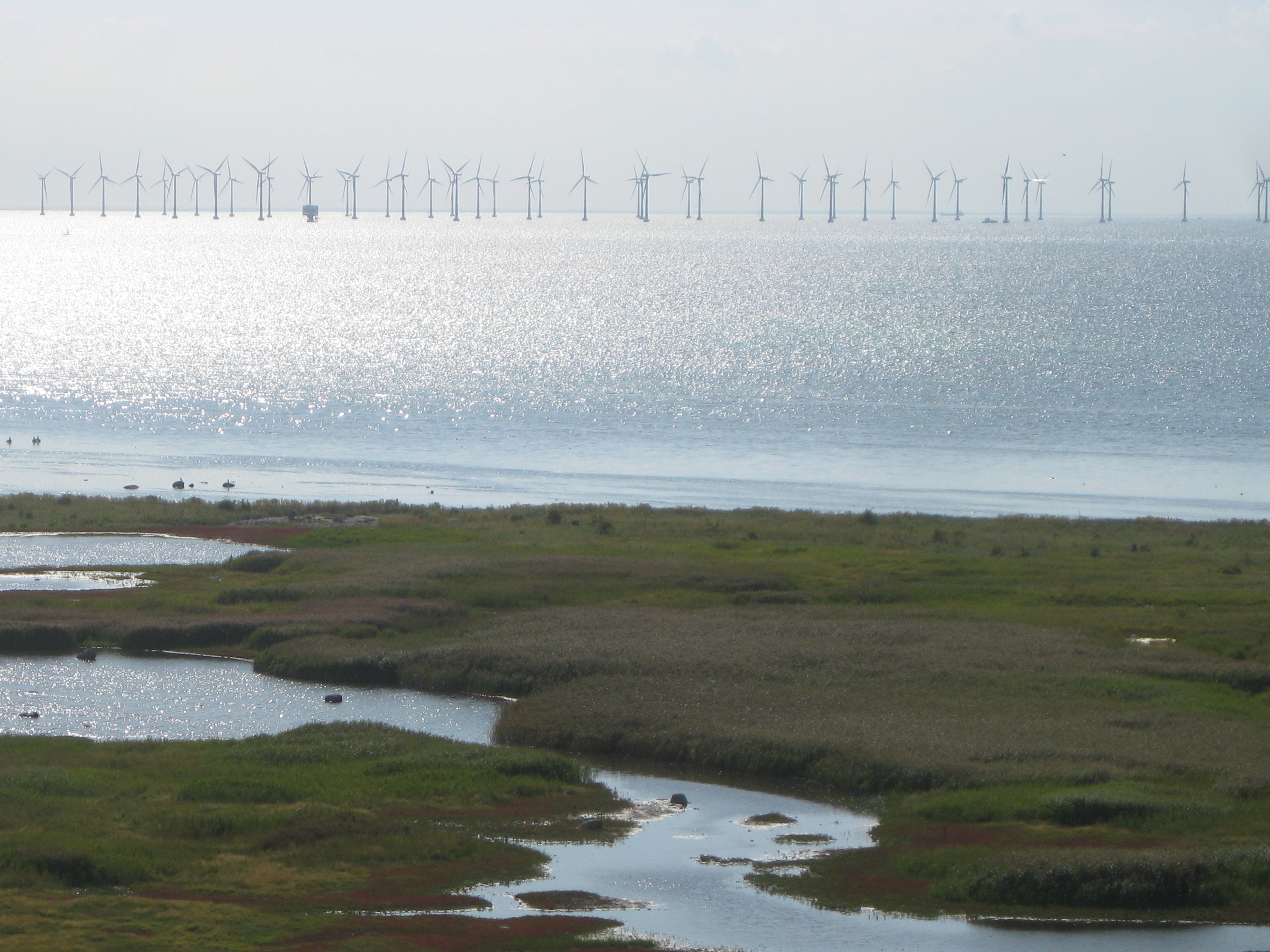
Strandängarna.

Strandängarna i Bunkeflostrand är av riksintresse för naturvård. De är flera tusen år gamla betesmarker med en stor artrikedom. Bunkeflo strandängar är Malmös första naturreservat.
Nere vid strandängarna finns ”fiskehoddorna” (fiskestugor) som härstammar från 1910–1930-talet.
I mitten av 1980-talet bodde sångaren Peter Lundblad i Bunkeflostrand. Och under denna period skrev han ”Ta mej till havet” som blev en stor hit.
Grundskolorna i området är Ängslättskolan F-5, Sundsbroskolan F-5 och Gottorpskolan 6-9. Det finns även en friskola vid namn Ängsdals skola som ligger i närheten av Brovallen, med tillhörande högstadium på Vedgatan. Dessutom finns Ängdals, Bikupans, Floda, Gottorps, Ängens, Ängslätts och Ängslätts gårds förskolor i området. I anslutning till skolorna ligger Bunkeflo strandkyrka.
I Bunkeflostrand är sedan 1981 Bunkeflo Scoutkår verksam, med barn- och ungdomsverksamhet från 8 års ålder och uppåt. Sedan hösten 2002 huserar scoutkåren i egna lokaler intill Brofästet.
Kända personer med koppling till Bunkeflostrand
- Peter Lundblad, sångare
- Marianne Mörck, skådespelare
- Robert Burakovsky, ishockeyspelare
- André Burakovsky, ishockeyspelare
- Johan Hammar, fotbollsspelare
- Jakob Hellman, sångare
- Marcus Madsen, sportskytte
- Troels Skjærbæk, musiker
- Robin Olsen, fotbollsspelare

### Ängslätt centrum
Bunkeflostrands centrum heter Ängslätt centrum. Där finns förutom en ICA-butik även tre restauranger och ett apotek.
Centrumet är inte ägt av något av de större fastighetsförvaltarna utan av en privatperson som ärvde innehavet 2005, tillsammans med ett antal fastigheter i Malmö och Skåne.

## Idrott
Bunkeflo IF:s herrlag spelade 2007–2008 i Superettan och spelar sedan dess sina matcher på Limhamns IP och Malmö IP. 2008 bytte Bunkeflo IF namn till LB07, som står för Limhamn Bunkeflo 2007, efter att man slagits ihop med Limhamns IF under 2007. Tidigare spelplats var Brovallen Malmö i Bunkeflostrand där Bunkeflo FF samt ungdoms- och damsektionerna fortfarande håller till.